# Travis Tritt
James Travis Tritt (Marietta, 9 februari 1963) is een Amerikaanse countryzanger, songwriter en artiest.

## Carrière
Tritt werd al in zijn vroege kindheid geïnspireerd door countrymuziek. Hij leerde zichzelf het gitaarspel en schreef zijn eerste song op 14-jarige leeftijd. Omdat zijn ouders tegen een muziekcarrière waren, nam hij na het behalen van zijn diploma vooreerst dagelijkse baantjes aan. Bij een fabrikant van airco's klom hij op tot opzichter.
In 1982 beëindigde hij zijn baan en concentreerde hij zich op optredens in clubs en danszalen. Een paar jaar later verscheen hij in de thuisstudio van manager Danny Davenport van Warner Bros. Records om een demoband met zelf geschreven songs in te spelen. Davenport was onder de indruk van de kwaliteit van de songs. Nadat hij zich had overtuigd van de bekwaamheid van Tritt bij liveoptredens, besloot hij om de jonge muzikant te stimuleren. Binnen twee jaar werd een demoalbum ontworpen, dat uiteindelijk leidde tot een contract met Warner Bros.
Tritt werd opgevangen door Ken Kragen, de manager van Kenny Rogers. Zijn eerste single Country Club verscheen in 1989 en haalde de top 10 van de countryhitlijst. Het gelijknamige album was ook succesvol en bereikte binnen een jaar de platine-status. De single Help Me Hold On van dit album werd Tritts eerste nummer 1-hit.
Zijn mengeling uit honky tonk en southern rock was ook succesvol in de opvolgende jaren. Zijn tweede album It's All About To Change werd na enkele maanden onderscheiden met platina. De single Anymore haalde de toppositie van de countryhitlijst. In 1991 kreeg het veelbelovende talent de CMA Horizon Award. Een jaar later werd hij samen met Marty Stuart onderscheiden met een Grammy Award en een CMA Award als «Vocal Event of the Year» voor hun duet The Whiskey Ain't Workin'. Met Stuart werden nog meerdere songs opgenomen en gingen ze samen op tournee. In 1992 werd Tritt lid van de Grand Ole Opry.
Het succes bleef tot het eind van het decennium. Van bijna elk album werden meer dan een miljoen exemplaren verkocht en onderscheiden met platina. Talrijke singles konden zich plaatsen in de top 10. In 1998 had hij een gastoptreden in de film Blues Brothers 2000. In 2000 wisselde Tritt naar Sony Records en kon daar met de single Best of Intensions zijn vijfde nummer 1-hit plaatsen.

## Privéleven
In 1997 trouwde Tritt voor de derde keer. Het paar woont in Hiram en heeft drie kinderen. De stad Hiram heeft een autosnelweg naar hem benoemd.

## Onderscheidingen
Gouden Plaat
- CAN
  - 1991: voor het album Country Club
  - 1992: voor het album T-R-O-U-B-L-E
  - 1995: voor het album Greatest Hits
- USA
  - 1993: voor het videoalbum It's All About to Change

Platina Plaat
- CAN
  - 1992: voor het album It's All About to Change
  - 1995: voor het album Ten Feet Tall and Bulletproof

## Discografie

### Singles
- 1989:	Country Club
- 1990:	Help Me Hold On
- 1990: I'm Gonna Be Somebody
- 1990: Put Some Drive in Your Country
- 1991:	Drift Off to Dream
- 1991: Here's a Quarter (Call Someone Who Cares)
- 1991: Anymore
- 1992:	The Whiskey Ain't Workin' (met Marty Stuart)
- 1992: This One's Gonna Hurt You (For a Long, Long Time) (met Marty Stuart)
- 1992: Nothing Short of Dying
- 1992: Bible Belt (from 'My Cousin Vinny') (met Little Feat)
- 1992: Lord Have Mercy on the Working Man
- 1993:	Can I Trust You with My Heart
- 1993: T-R-O-U-B-L-E
- 1993: Looking Out for Number One
- 1993: Worth Every Mile
- 1994:	The Devil Comes Back to Georgia (Mark O'Connor met Charlie Daniels, Johnny Cash en Marty Stuart)
- 1994: Take It Easy (single op een collaboratiealbum)
- 1994: Foolish Pride
- 1994: Ten Feet Tall and Bulletproof
- 1995:	Between an Old Memory and Me
- 1995: Tell Me I Was Dreaming
- 1995: Sometimes She Forgets
- 1996:	Only You (And You Alone)
- 1996: More Than You'll Ever Know
- 1996: Honky Tonkin' What I Do Best
- 1996: Hope
- 1997:	Where Corn Don't Grow
- 1997: Here's Your Sign (Get the Picture) (Bill Engvall met speciale gast Travis Tritt)
- 1997: She's Going Home With Me
- 1997: Helping Me Get Over You (met Lari White)
- 1998: Still in Love With You
- 1998: If I Lost You
- 1998: Same Old Train
- 1999:	No More Looking Over My Shoulder
- 1999: Start the Car
- 1999: Move It on Over (met George Thorogood)
- 2000:	Best of Intentions
- 2001:	It's a Great Day to Be Alive
- 2001: Love of a Woman
- 2002: Modern Day Bonnie and Clyde
- 2002: Strong Enough to Be Your Man
- 2002: Lonesome, On'ry and Mean (single op een collaboratiealbum)
- 2002: Out of Control Raging Fire (met Patty Loveless)
- 2003:	Country Ain't Country
- 2003: Southern Boy (Charlie Daniels Band met Davis Tritt)
- 2004:	The Girl's Gone Wild
- 2004: What Say You (met John Mellencamp)
- 2005:	I See Me
- 2007:	You Never Take Me Dancing
- 2007: Something Stronger Than Me
- 2013:	Sometimes Love Just Ain't Enough (met Tyler Reese)

### Albums
- 1987:	Proud of the Country
- 1990:	Country Club
- 1991:	It’s All About To Change
- 1992:	T-R-O-U-B-L-E
- 1993:	Travis Tritt Christmas: Loving Time Of The Year
- 1994:	Ten Feet Tall And Bulletproof
- 1996:	The Restless Kind
- 1998:	No More Looking Over My Shoulder
- 2000:	Down The Road I Go
- 2002:	Strong Enough
- 2004:	My Honky Tonk History
- 2007:	The Storm
- 2013:	The Calm After...
- 2016:	A Man And His Guitar: Live From The Franklin Theatre

### Compilaties
- 1995:	Greatest Hits – From The Beginning
- 2000:	Super Hits Series Volume 2: Travis Tritt
- 2002:	The Rockin’ Side
- 2002: The Lovin’ Side
- 2003:	Essentials
- 2007:	The Very Best Of Travis Tritt

## Filmografie
- 1996: Christmas in My Hometown
- 1997: Fire Down Below
- 1998: Blues Brothers 2000
- 1999: Touched by an Angel, tv-serie, aflevering 5x25 Hearts
- 2005: 2001 Maniacs

- Bibliothèque nationale de France: cb13971274x (data)
- Gemeinsame Normdatei: 119235455
- International Standard Name Identifier: 0000 0001 1450 6350
- Library of Congress Control Number: n92033053
- MusicBrainz: 615caab0-9cc2-4c24-9667-f46894be726e
- Nationale Bibliotheek van Tsjechië: xx0046346
- Nederlandse Thesaurus van Auteursnamen: 100311040
- SNAC: w6392mwq
- Virtual International Authority File: 327149294099980520805